# Julian Alaphilippe
Julian Alaphilippe (Saint-Amand-Montrond, Cher, 11 de junho de 1992) é um ciclista francês, membro da equipa belga Deceuninck-Quick Step. Profissional desde 2013, também tem destacado na modalidade de ciclocross, sendo duas vezes campeão nacional francês em categoria sub-23.
Em 2019 foi galardoado com a Bicicleta de Ouro como o melhor ciclista do ano.
É irmão do também ciclista Bryan Alaphilippe.

## Trajectória
Passou a profissionais 2013 nas fileiras do Etixx-iHNed, filial de Omega Pharma-Quick Step. Depois de obter a vitória numa etapa e na classificação da regularidade do Tour de l'Avenir, em 2014 passou à primeira equipa, obtendo bons postos em etapas da Volta à Catalunha e sua primeira vitória numa etapa do Tour de l'Ain.
Para a temporada de 2015, após ficar segundo numa etapa da Volta à Catalunha deu uma verdadeira exibição com tão só 22 anos nas clássicas das Ardenas, ao ficar sétimo na Amstel Gold Race que ganhou seu colega de equipa Michał Kwiatkowski, e segundo tanto na Flecha Valona como na Liège-Bastogne-Liège superado só pelo corredor espanhol Alejandro Valverde.
Competiu no ciclismo nos Jogos Olímpicos de Verão de 2016, representando França. Depois repetiu o segundo posto na Flecha Valona, também depois de Valverde, e ganhou o Volta à Califórnia. Competiu na prova olímpica de rota no Rio de Janeiro, onde ficou quarto.
Ao início da temporada de 2017 conseguiu a liderança em Paris-Nice, levando o maillot amarelo durante três dias e ganhando a primeira contrarrelógio de sua carreira, ainda que terminou quinto na classificação final. Também conseguiu o seu segundo pódio num monumento, ao terminar terceiro na Milão-Sanremo.
A 26 de agosto de 2017 conseguiu a sua primeira vitória numa das 3 grandes voltas ao impor-se na 8.ª etapa da Volta que terminava no alto do Xorret do Catí, na província de Alicante.
Em 2018 consagrou-se entre os melhores corredores do mundo com importantes vitórias: em provas de um dia, Flecha Valona (impondo-se ao mais laureado da história nesta clássica, Alejandro Valverde) e Clássica de San Sebastián.
Fez um grande Tour de France esquecendo-se da geral e procurando fugas que lhe acabaram reportando duas vitórias de etapa e o maillot da montanha, sendo um dos ciclistas mais combativos e que mais se deixaram ver.
Ao Mundial em estrada chegou como grande favorito junto a Valverde, mas não aguentou nas rampas mais duras onde se decidiu a carreira (curiosamente cedeu ante o empurre de seu colega de selecção Bardet) e acabou chegando oitavo.
No Tour de France de 2019, o ciclista galês atingiu a sua terceira vitória no Tour de France depois de ganhar na terceira etapa com a subida do Épernay. A falta de 15 quilómetros deixou atrás a todo o pelotão e adiantou aos rivais que ainda estavam escapados e sem lhes dar opção de seguir a sua roda. Depois desta etapa, vestiu-se o maillot amarelo de líder da carreira pela primeira vez na sua vida. Conseguiu aguentar o maillot amarelo durante várias jornadas, ganhando inclusive de forma surpreendente a contrarrelógio de Pau e juntando-se com os melhores nas etapas dos Pirenéus, a tal ponto de chegar a ser considerado como grande favorito para levar-se a ronda gala. Não obstante, perdeu a liderança na antepenúltima etapa em favor do futuro ganhador Egan Bernal nas etapas alpinas. Finalmente acabou 5.º na classificação geral e levou-se o prêmio ao ciclista mais combativo da edição.

## Palmarés
| 2012 (como amador) - 1 etapa da Coupe des Nations Ville Saguenay 2013 - 1 etapa do Tour de Bretanha - Grande Prêmio Südkärnten - 1 etapa do Tour de Thuringe - 1 etapa do Tour de l'Avenir 2014 - 1 etapa do Tour de l'Ain 2015 - 1 etapa do Volta à Califórnia 2016 - Volta à Califórnia, mais 1 etapa - 2.º no Campeonato Europeu em Estrada 2017 - 1 etapa da Paris-Nice - 1 etapa da Volta a Espanha 2018 - 1 etapa da Colômbia Oro e Paz - 2 etapas da Volta ao País Basco - Flecha Valona - 1 etapa do Critérium do Dauphiné - 3.º no Campeonato da França em Estrada - 2 etapas do Tour de France, mais classificação da montanha - Clássica de San Sebastián - Volta à Grã-Bretanha, mais 1 etapa - Tour da Eslováquia, mais 1 etapa | 2019 - 2 etapas da Volta a San Juan - 1 etapa do Tour Colombia - Strade Bianche - 2 etapas da Tirreno-Adriático - Milão-Sanremo - 1 etapa da Volta ao País Basco - Flecha Valona - 1 etapa do Critérium do Dauphiné - 2 etapas do Tour de France, mais prémio da combatividade |

## Resultados em Grandes Voltas e Campeonatos do Mundo
Durante a sua carreira desportiva tem conseguido os seguintes postos nas Grandes Voltas e nos Campeonatos do Mundo:
| Carreira           | 2013 | 2014 | 2015 | 2016 | 2017 | 2018 | 2019 |
| ------------------ | ---- | ---- | ---- | ---- | ---- | ---- | ---- |
| Giro d'Italia      | -    | -    | -    | -    | -    | -    | -    |
| Tour de France     | -    | -    | -    | 41.º | -    | 33.º | 5.º  |
| Volta a Espanha    | -    | -    | -    | -    | 68.º | -    | -    |
| Mundial em Estrada | -    | -    | Ab.  | -    | 10.º | 8.º  | 28.º |

-: não participa

Ab.: abandono

#### Classificações mundiais
| Ano              | 2012             | 2013             | 2014 | 2015 | 2016  | 2017 | 2018 |
| '                |                  |                  | 93.º | 28.º | 29.º  | 18.º | 8.º  |
| UCI America Tour | 72.º             | não classificado |      |      | 2.º   |      | 93.º |
| UCI Europe Tour  | não classificado | 64.º             |      |      | 110.º | 1195 | 49.º |

## Prêmios e reconhecimentos
- Bicicleta de Ouro 2019[24]
- Bicicleta de Ouro Francesa 2019[24]

## Equipas
- Etixx-iHNed (2013)
- Quick Step (2014-)
  - Omega Pharma-Quick Step (2014)
  - Etixx-Quick Step (2015-2016)
  - Quick-Step Floors (2017-2018)
  - Deceuninck-Quick Step (2019-)